# Risto Björlin
z
Risto Uolevi Björlin, född den 9 december 1944 i Vasa, Finland, är en finländsk brottare som tog OS-brons i bantamviktsbrottning i den grekisk-romerska klassen 1972 i München. 